# No. 1 Group RAF
Le No. 1 Group RAF (« 1er Groupe de la Royal Air Force ») est l'un des cinq groupes (en) opérationnels du RAF Air Command (en), le Commandement aérien de la Royal Air Force (RAF).
Il est devenu la RAF Air Combat Group (« Groupe de combat aérien »), car il contrôle les avions de combat à réaction rapides de la RAF et dispose d'aérodromes au Royaume-Uni, ainsi que de la RAF Support Unit Goose Bay (« unité de soutien de la RAF à Goose Bay »), sur la base des Forces canadiennes Goose Bay, au Canada.
Le quartier général du groupe est situé à côté du Headquarters Air Command, le quartier général du Commandement aérien de la RAF, sur la RAF High Wycombe, dans le Buckinghamshire.
L'autre groupe opérationnel est le No. 2 Group RAF.
L'Air officer commanding du No. 1 Group RAF est l'Air vice-marshal Mark Jackson, qui a pris ses fonctions en mars 2025.

L'organisation du No. 1 Group RAF en 1989.